# Colli Orientali del Friuli Picolit riserva
Le Colli Orientali del Friuli Picolit riserva est un vin blanc doux italien de la région Frioul-Vénétie Julienne doté d'une appellation DOCG depuis le 30 mars 2006 après avoir été doté d’une DOC le 20 juillet 1970. Seuls ont droit à la DOC les vins blancs récoltés à l'intérieur de l'aire de production définie par le décret. Les vignobles autorisés se situent au nord - est de la province d'Udine dans les communes de Tarcento, Nimis, Faedis, Povoletto, Attimis, Torreano, San Pietro al Natisone, Prepotto, Premariacco, Buttrio, Manzano, San Giovanni al Natisone et Corno di Rosazzo.
Les vins sont de très haute qualité et certains sommeliers comparent le picolit au vins Sauternais de Château d'Yquem.
Vieillissement minimum légal: 2 ans.
Le Colli Orientali del Friuli Picolit riserva répond à un cahier des charges plus exigeant que le Colli Orientali del Friuli Picolit, essentiellement en relation avec le vieillissement.
Voir aussi l’article Colli Orientali del Friuli Picolit superiore.

## Caractéristiques organoleptiques
- couleur: jaune doré plus ou moins intense
- odeur: délicat, caractéristique, avec des arômes de fleurs d’acacia.
- saveur: aimable ou doux, plein, harmonique, délicat

Le Colli Orientali del Friuli Picolit riserva se déguste à une température comprise entre 6 et 8 °C. Il se gardera 8 – 10 ans.

## Associations de plats conseillées
Foie gras, stilton, roquefort.

## Production
Province, saison, volume en hectolitres :
- pas de données disponibles